# كارغات
كارغات (بالروسية: Каргат) هي إحدى مدن روسيا في الكيان الفدرالي الروسي نوفوسيبيرسك أوبلاست.